# Riyadh Hakim
Pour les articles homonymes, voir Hakim.
Riyadh Hakim Bin Lukman, né le 14 novembre 1998, est un coureur cycliste singapourien.

## Biographie
Riyadh Hakim pratique sérieusement le cyclisme depuis 2017. Principalement actif en VTT, son palmarès comprend de nombreux titres de champion national. Il représente aussi régulièrement son pays au niveau international. Sous les couleurs de Singapour, il est devenu champion d'Asie de cross-country eliminator en 2019,. Il a également obtenu divers tops dix en Coupe du Monde dans cette discipline. 
En mai 2024, il décroche le meilleur résultat de sa carrière en terminant deuxième d'une course de cross-country eliminator à Palangka Raya, dans le cadre de la Coupe du monde. 

## Palmarès en VTT

### Coupe du monde
- Coupe du monde de cross-country eliminator
  - 2024 : 10e du classement général

### Championnats d'Asie
- Jakarta 2019
  -  Champion d'Asie de cross-country eliminator
- Thiruvananthapuram 2023
  -  Médaillé de bronze du cross-country eliminator

### Championnats nationaux
- 2017
  - 2e du championnat de Singapour de cross-country
- 2018
  -  Champion de Singapour de cross-country espoirs
  - 3e du championnat de Singapour de descente
- 2019
  - 2e du championnat de Singapour de cross-country espoirs
- 2022
  -  Champion de Singapour de cross-country
  -  Champion de Singapour de cross-country short track
  -  Champion de Singapour de descente
- 2023
  -  Champion de Singapour de cross-country
  -  Champion de Singapour de cross-country short track
  -  Champion de Singapour de cross-country eliminator
- 2024
  - 2e du championnat de Singapour de cross-country

## Palmarès sur route

### Par année
- 2018
  -  Champion de Singapour sur route espoirs
- 2023
  - 3e du championnat de Singapour du contre-la-montre

### Classements mondiaux
| Année         | 2018 | 2019 | 2020 | 2021 | 2022 | 2023 |
| ------------- | ---- | ---- | ---- | ---- | ---- | ---- |
| UCI Asia Tour | 186e |      |      | 151e | 282e | 153e |